# Thiania gazellae
Thiania gazellae là một loài nhện trong họ Salticidae.
Loài này thuộc chi Thiania. Thiania gazellae được Ferdinand Karsch miêu tả năm 1878.